# Play (film, 2011)
Pour les articles homonymes, voir Play.
Pour plus de détails, voir Fiche technique et Distribution.
Play est un film dramatique suédo-français coécrit et réalisé par Ruben Östlund et sorti le 11 novembre 2011.

## Synopsis
À Göteborg, trois jeunes garçons, deux Suédois et un immigré cambodgien bien intégré, se retrouvent dans un centre commercial. Ils sont repérés par une petite bande d'adolescents d'origine africaine, apparemment organisée pour le racket, qui élaborent un plan complexe pour les dépouiller en douceur.
Un des jeunes Noirs les aborde, prétextant que l'un des garçons serait en possession d'un téléphone portable volé à son frère. Policés et timides, les trois jeunes se laissent embarquer dans une histoire sans fin dont ils ne peuvent plus s'extraire. Pris en filature par la bande, ils doivent supporter des palabres interminables dont même leur demande d'aide à des adultes ne peut les délivrer. Tout se finira pour les trois garçons par une humiliation totale et un tour de passe-passe surprenant à la fin de la journée. Plus tard, les parents d'un garçon voudront réparer le produit du vol subi par leur fils.

## Fiche technique
- Titre original : Play
- Réalisation : Ruben Östlund
- Scénario : Ruben Östlund et Erik Hemmendorff
- Décors : Pia Aleborg
- Photographie : Marius Dybwad Brandrud
- Montage : Jacob Secher Schulsinger
- Musique : Jurriaans Saunder et Daniel Bensi
- Production : Erik Hemmendorff
- Société(s) de production : Plattform Produktion et Société parisienne de production
- Société(s) de distribution :   Svensk Filmindustri /
- Pays d’origine :  Suède/ France
- Langue : suédois
- Format : couleur - 35mm - 1.78:1 -  Son Dolby numérique
- Genre : drame
- Durée : 118 minutes
- Dates de sortie :
  -  France : 15 mai 2011 (Quinzaine des réalisateurs au Festival de Cannes 2011)
  -  Suède : 11 novembre 2011

## Distribution
- John Ortiz
- Yannick Diakité
- Kevin Vaz
- Sebastian Hegmar
- Abdiaziz Hilowle
- Anas Abdirahman
- Nana Manu
- Sebastian Blyckert

## Distinctions

### Récompenses
- 2012 : Nordic Council Film Prize

## Analyse
La construction et le thème de ce film rappelle, en moins violent, le film Funny games de Michael Haneke, Play ou Game, on retrouve dans ces films deux groupes qui ne jouent pas avec les mêmes règles « Les richesses et les marques (Iphone, MP3, jean Diesel…) ont changé de mains au terme d’un petit jeu où les victimes sont acculées à donner de leur plein gré. Car ils n’ont pas compris que les règles sociales qu’on leur a inculquées ne fonctionnent pas du tout avec le "gang" qui s’amuse à leurs dépens et triche sans vergogne ».

## Autour du film
Les faits qui ont inspiré le scénario se sont déroulés de 2006 à 2008 à Göteborg, un groupe d'adolescents noirs a racketté d'autres garçons en utilisant un savant jeu de rôle qui reposait sur l’usage d’une rhétorique de gang, une stratégie connue sous le nom de « coup du petit frère ».